# Lista över svenska fornborgar
Detta är en lista över fornborgar i Sverige efter landskap. Det finns 1 670 fornminnen i Sverige som är registrerade i Fornminnesregistret (FMIS Fornsök) som fornborgar.

## Norrland

### Gästrikland
Gästrikland har 2 registrerade fornborgar enligt FMIS Fornsök. Se Lista över fornborgar i Gästrikland

### Hälsingland
Hälsingland har 10 registrerade fornborgar enligt FMIS Fornsök. Se Lista över fornborgar i Hälsingland

### Härjedalen
Härjedalen har inga registrerade fornborgar enligt FMIS Fornsök.

### Jämtland
Jämtland har 1 registrerade fornborgar enligt FMIS Fornsök. Se Lista över fornborgar i Jämtland

### Lappland
Lappland har inga registrerade fornborgar enligt FMIS Fornsök.

### Medelpad
Medelpad har 6 registrerade fornborgar enligt FMIS Fornsök. Se Lista över fornborgar i Medelpad

### Norrbotten
Norrbotten har inga registrerade fornborgar enligt FMIS Fornsök.

### Västerbotten
Västerbotten har inga registrerade fornborgar enligt FMIS Fornsök.

### Ångermanland
Ångermanland har 4 registrerade fornborgar enligt FMIS Fornsök. Se Lista över fornborgar i Ångermanland

## Svealand

### Dalarna
Dalarna har inga registrerade fornborgar enligt FMIS Fornsök.

### Närke
Närke har 28 registrerade fornborgar enligt FMIS Fornsök. Se Lista över fornborgar i Närke.

### Södermanland
Södermanland har 387 registrerade fornborgar enligt FMIS Fornsök. Se Lista över fornborgar i Södermanland.

### Uppland
Uppland har 187 registrerade fornborgar enligt FMIS Fornsök. Se Lista över fornborgar i Uppland.

### Värmland
Värmland har 39 registrerade fornborgar enligt FMIS Fornsök. Se Lista över fornborgar i Värmland.

### Västmanland
Västmanland har 52 registrerade fornborgar enligt FMIS Fornsök. Se Lista över fornborgar i Västmanland

## Götaland

### Blekinge
Blekinge har åtta registrerade fornborgar enligt FMIS Fornsök. Se Fornborgar i Blekinge.

### Bohuslän
Bohuslän har 123 registrerade fornborgar enligt FMIS Fornsök. Se Fornborgar i Bohuslän.

### Dalsland
Dalsland har 25 registrerade fornborgar enligt FMIS Fornsök. Se Lista över fornborgar i Dalsland.

### Gotland
Gotland har 85 registrerade fornborgar enligt FMIS Fornsök. Se Lista över fornborgar på Gotland

### Halland
Halland har 29 registrerade fornborgar enligt FMIS Fornsök.Se Lista över fornborgar i Halland.

### Skåne
Skåne har fem registrerade fornborgar enligt FMIS Fornsök. Se Fornborgar i Skåne.

### Småland
Småland har 73 registrerade fornborgar enligt FMIS Fornsök, varav 62 i Kalmar län, 3 i Jönköpings län och 2 i Kronobergs län. Se Fornborgar i Småland.

### Västergötland
Västergötland har 71 registrerade fornborgar enligt FMIS Fornsök. Se Fornborgar i Västergötland.

### Öland
Öland har 20 registrerade fornborgar enligt FMIS Fornsök. Se Lista över fornborgar på Öland

### Östergötland
Östergötland har 142 registrerade fornborgar enligt FMIS Fornsök. Se Fornborgar i Östergötland.